# والدین همسر

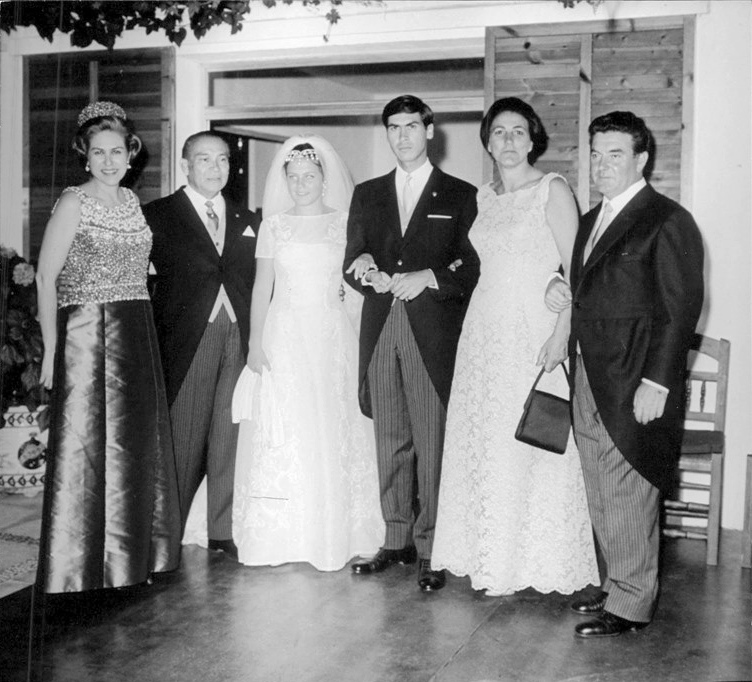
عکسی از خورخه باتیستا و رزا اورستارازو در روز عروسی با والدینشان در کنارشان، رئیس جمهور سابق کوبا، فولخنسیو باتیستا. ماربلا، اسپانیا

در زبان فارسی اصطلاحات مختلفی برای والدین همسر (به انگلیسی: Parent-in-law) وجود دارد.
- مادر شوهر (به انگلیسی: mother-in-law) که به مادر شوهر گفته می‌شود.
- مادر زن (به انگلیسی: mother-in-law) که به مادر همسر گفته می شود.
- پدر شوهر (به انگلیسی: father-in-law) که به پدر شوهر گفته می شود.
- پدر زن (به انگلیسی: father-in-law) که به پدر همسر گفته می شود.